# Koromľa
Koromľa est un village de Slovaquie situé dans la région de Košice.

## Histoire
Première mention écrite du village en 1337.

## Démographie

### Évolution de la population
| Année:               | 1994. | 2004.   | 2014.    | 2024.   |
| -------------------- | ----- | ------- | -------- | ------- |
| Nombre de personnes: | 509   | 521     | 445      | 404     |
| Différence:          |       | +2,35 % | -14,58 % | -9,21 % |

| Année:               | 2023. | 2024.   |
| -------------------- | ----- | ------- |
| Nombre de personnes: | 402   | 404     |
| Différence:          |       | +0,49 % |

## Politique
| Nom        | Parti politique      | Date de l'élection | Fin du mandat |
| ---------- | -------------------- | ------------------ | ------------- |
| Ján Medviď | Candidat indépendant | 02.12.2006         | Déc. 2010     |